# Arnold Stone
Arnold Stone född 11 mars 1910 i Revelstoke och död 24 juni 2004 i Edmonton, var en kanadensisk vinteridrottare. Han deltog i olympiska spelen 1932 i Lake Placid. Han kom på 29:e plats i backhoppning.